# Žygaičiai
Žygaičiai is een plaats in de gemeente Tauragė in het Litouwse district Tauragė. De plaats telt 643 inwoners (2001).